# Aeroportul Narrabri
Aeroportul Narrabri (IATA: NAA, ICAO: YNBR) este un aeroport din Narrabri⁠(d), Narrabri Shire⁠(d), Noul Wales de Sud, Australia ce deservește zona Narrabri Post Office and former Telegraph Office⁠(d). Aeroportul a fost tranzitat în 2019 de 7.439 de pasageri. A fost numit după Narrabri⁠(d).
Situat la o altitudine de 221 m, aeroportul dispune de o singură pistă. Este operat de Narrabri Shire⁠(d).